# Mémorandum de Vienne
 (mars 2025).

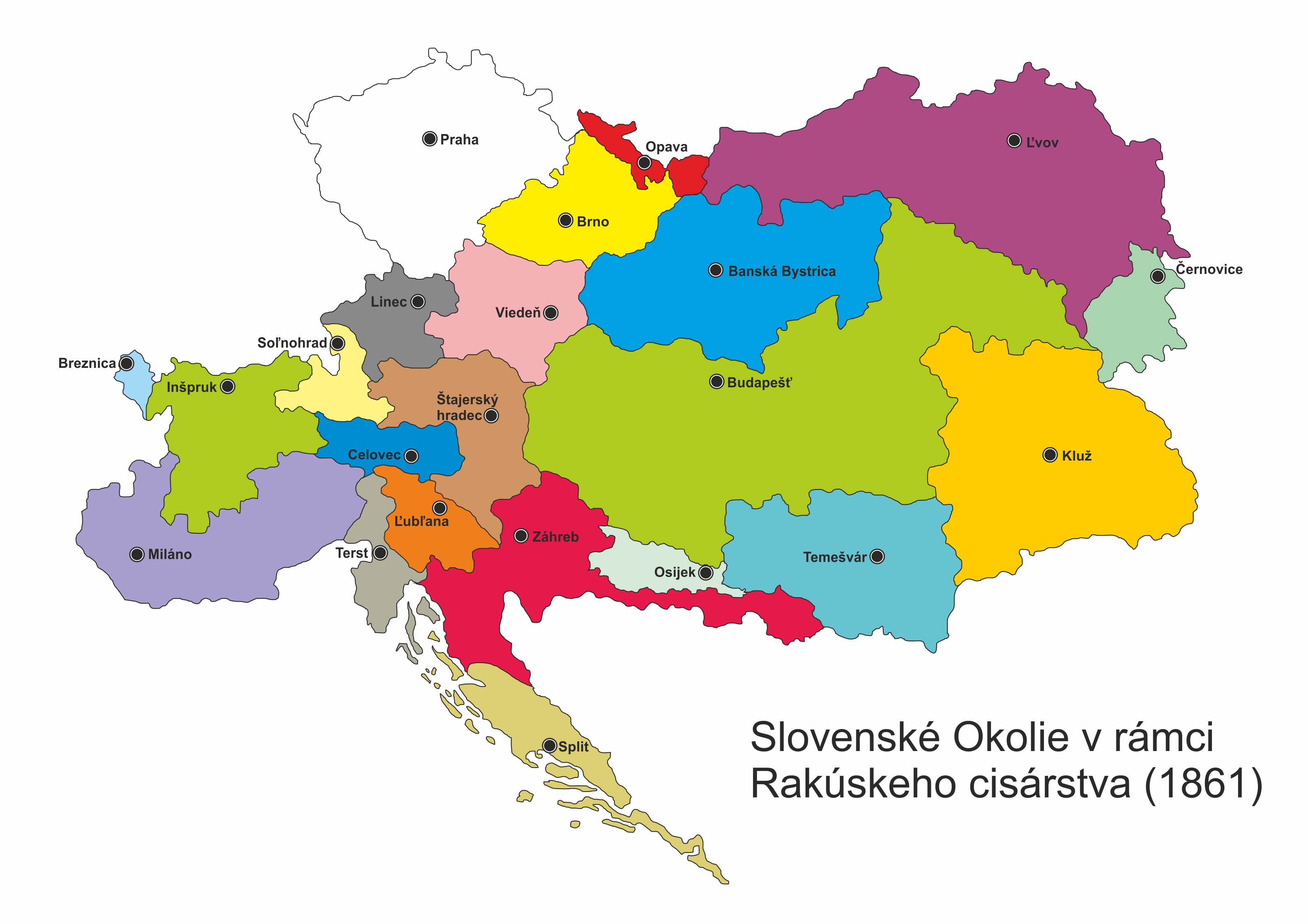
Carte montrant les frontières et l'étendue du territoire slovaque, en tant qu'unité territoriale autonome, telles qu'elles apparaîtraient selon les exigences territoriales des Slovaques du Mémorandum de Vienne, sur la carte de l'Empire autrichien de 1861. Banská Bystrica devait devenir la capitale.

Le Mémorandum de Vienne est un document appelant à résoudre le problème de la position des Slovaques dans le royaume de Hongrie et dans le cadre de la monarchie des Habsbourg, qui fut présenté au souverain, François-Joseph Ier, le 12 décembre 1861 .
Il dérive du Mémorandum de la nation slovaque, bien que le Mémorandum de Vienne précise plus en détail l'étendue territoriale de la nation slovaque. Bien que les deux documents soient issus d’un même programme (c’est-à-dire la reconnaissance des Slovaques en tant que nation), le Mémorandum de Vienne précisait en détail ce que devraient être les assemblées législatives, les organes judiciaires et la langue officielle – le slovaque. De plus, le Mémorandum de Vienne garantissait que les Slovaques n'aspiraient pas à une séparation du Royaume de Hongrie.
La délégation reçue par le souverain a fait appel à la loi qui établit que le souverain peut accorder des privilèges.
Les comitats concernés par le mémorandum devaient être :
- Trenčín
- Orava
- Turec
- Liptov
- Zvolen
- Prešporek
- Nitra
- Tekov
- Hont
- Novohrad
- Gemer
- Spiš
- Šariš
- Abov

On ne sait pas pourquoi le comitat de Zemplín a été exclu, puisque l'on sait que des Slovaques y vivaient. Seize provinces étaient censées remplacer les anciens comitats. La garantie de l'autonomie devait être une Assemblée provinciale de 90 membres, dont 60 élus démocratiquement, avec un représentant tous les 30 000 habitants. Le siège de l'Assemblée provinciale devait être à Banská Bystrica et se réunirait une fois par an. L'Assemblée était censée décider de toutes les questions nationales, régionales, économiques, culturelles et sociales. Il aurait eu le droit de présenter des projets de loi au Parlement hongrois.
Le souverain a cependant rejeté l'intégralité du document présenté par les Slovaques. Au début des années 1860, il apparut clairement que, également en raison de la guerre austro-prussienne et de la situation économique, la monarchie n'aurait pas pu survivre sans l'accord des Habsbourg avec les Magyars, hostiles à toute concession envers les Slovaques.